# Sockel FM1
Der Sockel FM1 ist ein Prozessorsockel des Unternehmens AMD. Er wurde Anfang Juli 2011 vorgestellt und ist eine Neuentwicklung für den Einsatz einer CPU mit einer integrierten GPU und einer integrierten Northbridge.
Die größte Veränderung des mit diesem Sockel eingesetzten Chipsatzes im Vergleich zu vorherigen Chipsätzen ist dabei, dass die Northbridge auf dem Mainboard wegfällt (da diese in die CPU integriert ist), lediglich eine Southbridge wird per Unified Media Interface (UMI), welches auf dem PCI-Express-Standard basiert, an die CPU angebunden. Die neue Southbridge enthält zudem erstmals einen integrierten USB-3.0-Controller (nur A75). Grafikkarten und andere Peripherie mit hohem Bandbreitenbedarf werden über PCIe an den im Prozessor integrierten PCIe-2.0-Controller angebunden.
Abgelöst wurde er 2012 durch den Sockel FM2.